# مگس‌کش
توضیحات کلی  

## مگس‌پران (Flyswatter)
مگس‌پران (مگس‌کش یا مگس‌کوب) معمولاً از یک ورق مستطیلی یا گرد کوچک از یک ماده سبک‌وزن، انعطاف‌پذیر و دارای هواکش (معمولا توری مش فلزی، لاستیکی یا پلاستیکی نازک) در حدود ۱۰ سانتیمتر (۴ اینچ) تشکیل شده است. عرض، به یک دسته حدود ۳۰ تا ۶۰ سانتیمتر (۱ تا ۲ فوت) بلند متصل ساخته شده از مواد سبک‌وزن مانند سیم، چوب، پلاستیک یا فلز است. تهویه یا سوراخ‌ها اختلال در جریان هوا را که توسط حشره شناسایی می‌شود و امکان فرار را فراهم می‌کند، به حداقل می‌رساند و همچنین مقاومت هوا را کاهش می‌دهد و ضربه زدن به یک هدف سریع را آسان‌تر می‌کند.

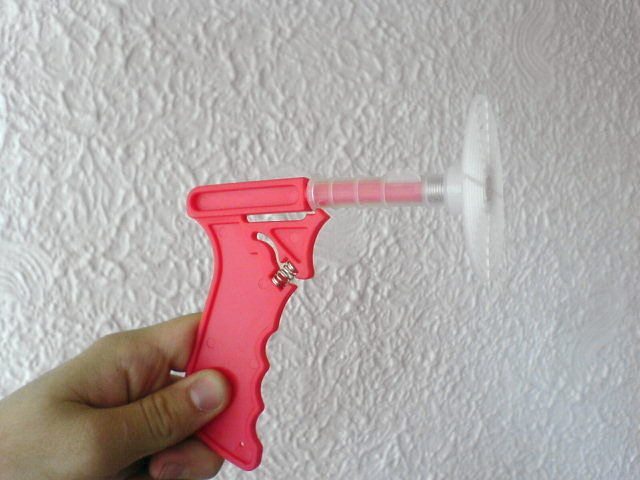
یک تفنگ مگس

## تفنگ مگس
تفنگ مگس (یا تفنگ مگس‌پران)، مشتق شده از آب‌پاش مگس‌پران، از یک پرتابه پلاستیکی فنری برای «سوات» مکانیکی مگس‌ها استفاده می‌کند. بر روی پرتابه یک دیسک دایره‌ای سوراخ‌دار نصب شده است که طبق نسخه تبلیغاتی، «مگس ازهم‌پاشیده نمی‌شود». چندین محصول مشابه بیشتر به عنوان اسباب‌بازی یا اقلام جدید فروخته می‌شوند، اگرچه برخی از آنها به عنوان مگس‌کوب‌های سنتی استفاده می‌شوند.

## بطری مگس

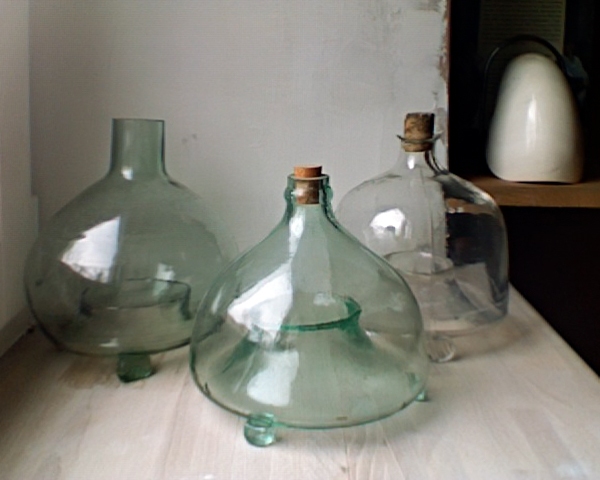
سه بطری مگس از اروپای مرکزی، آغاز قرن بیستم

## نوار مگس‌کش (Flypaper)

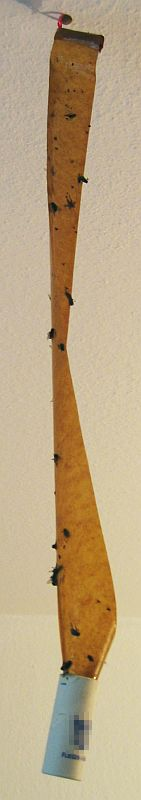
یک نوار مگس چسبنده

## مگس‌کش برقی
مگس‌کش برقی (که گاهی خفاش پشه، راکت زاپر، یا راکت زاپ نامیده می‌شود) یک مگس‌گیر دستی با باتری است که شبیه راکت تنیس است که توسط Tsao-i Shih در سال ۱۹۹۶ اختراع شد. دسته شامل یک ژنراتور ولتاژ بالا با باتری است. این مدار یک تقویت‌کننده ولتاژ نوسانی مینیمالیستی است که کوچک و کم‌هزینه است و از اجزای بسیار کمی ساخته شده است و زمانی که باتری تا کسری از ولتاژ اولیه‌اش خالی می‌شود، به کار خود ادامه می‌دهد، به اصطلاح مدار ژول‌دزد است.

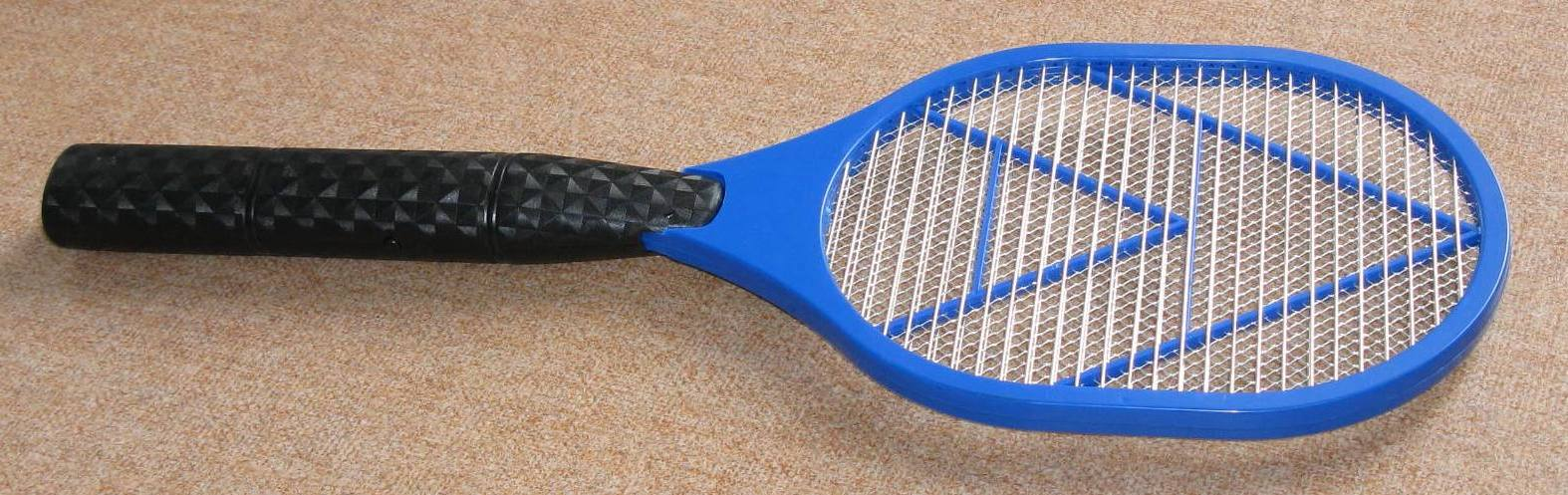
مگس‌کش برقی